# Cooke-Triplet

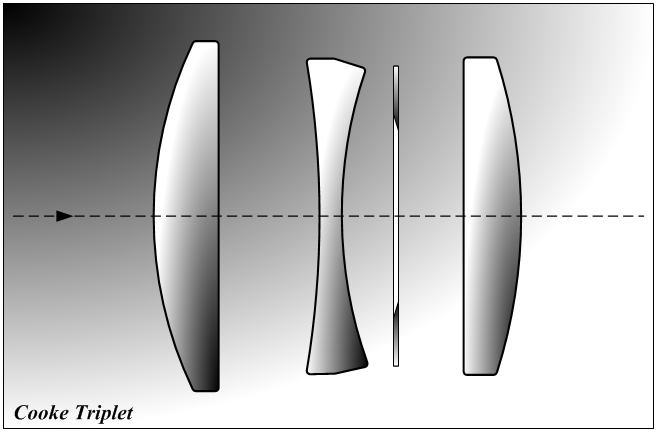
Klassisches Triplet (Schnittzeichnung)

Das Cooke-Triplet ist ein dreilinsiges Objektiv, das die chromatische Aberration für zwei Wellenlängen sowie zusätzlich den Astigmatismus korrigiert.
Triplet steht engl. für Dreiergruppe, Drilling oder auch Dreilinser. Das Cooke-Triplet ist eine klassische Objektivkonstruktion.
Sie wurde erstmals 1893 von Harold Dennis Taylor beschrieben und nach dessen Arbeitgeber, der Firma Thomas Cooke & Son, benannt.
Allerdings meldete Ernst Abbe bereits 1890 ein Patent auf eine Triplet-Konstruktion an.

## Konstruktion und Funktion
Der Name spielt an auf die Zusammensetzung aus drei freistehenden Linsen. Üblicherweise besteht ein Triplet aus zwei sammelnden Außengliedern (aus Kronglas) und einem inneren Zerstreuungsglied (aus Flintglas). Die Kombination der beiden ersten Linsen ergibt eine sehr lange Brennweite. Diese lange Brennweite wird durch eine dritte Linse in größerem Abstand wieder verkürzt. Die chromatische Aberration wird für zwei Wellenlängen korrigiert. Das Cooke-Triplet ist daher ein achromatisches Linsensystem.
Die Blende eines Triplets ist fast immer in unmittelbarer Nähe der zentralen Zerstreuungslinse angebracht. In Projektionsobjektiven ist die Zerstreuungslinse oft so klein gehalten, dass sich ohne eine Blende die richtige Lichtstärke ergibt. Teilweise wird sogar ein Teil der Linsenoberfläche am Rand geschwärzt, um Lichtstärke zu reduzieren.
In historischer Perspektive wurden für die beiden äußeren Kronglaslinsen Gläser mit immer höherem Brechungsindex eingesetzt. Dadurch ließen sich Lichtstärke, Bildwinkel und Korrektur deutlich erhöhen. Die ersten Triplets hatten eine Lichtstärke von 1:6,8. Über 1:4,5 konnte sie in den späten 1930er Jahren auf 1:3,5 gesteigert werden. Nach dem Zweiten Weltkrieg wurden Triplets mit einer Lichtstärke von 1:2,8 eingesetzt, da nun neuartige Gläser mit verbesserten optischen Eigenschaften verfügbar wurden. So waren die äußeren Kronglaslinsen zunächst aus Glassorten wie SK16 (n=1,62), später aus LaK8 (n=1,71) und schließlich aus LaFN21 (n=1,79). Insbesondere werden heute Lanthanoxid enthaltende Krongläser mit einem sehr hohen Brechungsindex bei vergleichsweise niedriger Dispersion eingesetzt (z. B. das Schott-Glas LaFN21).
Die Bauweise des Triplets eignet sich dennoch auch bei optimaler Wahl der Glassorten nicht für große Bildwinkel (s. Weitwinkelobjektiv), da hier – wie auch bei größeren Lichtstärken – die Abbildungsfehler nicht mehr unter Kontrolle gebracht werden können. Die Koma und Astigmatismus sind hingegen bei mäßiger Öffnungsweite (Anfangslichtstärke) – d. h. heute in der Regel bis 1:2,8 – meist bereits gut korrigiert. Objektive nach Art des Cooke-Triplets wurden daher (neben Objektiven anderer Bauart) auch als „Anastigmaten“ vermarktet. Ein Beispiel ist der Novotrinast-Anastigmat, der als Projektionsobjektiv der Liesegang „E8“ Episkope dient.
Bei abgeleiteten Objektivtypen (siehe unten) mit mehr als drei Linsen werden einzelne Linsen oft durch verkittete Elemente ersetzt (siehe z. B. Tessar und Heliar).

### Linsenoptische Details
Nach Gross et al. (2008) hat ein Cooke-Triplet aus dünnen Linsen acht Freiheitsgrade für die Korrektur von Abbildungsfehlern: Jede der drei sphärischen Linsen hat zwei Radien. Weiterhin gibt es zwei Linsenabstände. Diese Freiheitsgrade reichen aus, um die fünf monochromatischen Abbildungsfehler der dritten Ordnung und die zwei wichtigsten chromatischen Aberrationen zu beseitigen sowie die gewünschte Brennweite einzustellen. Ein Linsensystem ohne Bildfeldwölbung kann so aber nur bei einer geeigneten Wahl der Glassorten erreicht werden.
Daneben existieren nach Gross et al. (2008) eine Reihe von Design-Richtlinien, die zu einem nutzbaren Triplett führen.
1. Die Brechkraft der hinteren Linse sollte etwa 20 % höher sein als die der vorderen Linse.
2. Die Brechkraft der vorderen Linse sollte etwa das eineinhalbfache der Gesamtbrechkraft des Triplets haben.
3. Werden alle Abbildungsfehler komplett beseitigt, ergibt sich ein System mit großen Zonenfehlern. Eine Kompromisslösung erscheint sinnvoller.
4. Die Reduzierung der Bildfeldwölbung erfordert zwei positive äußere Linsen aus hochbrechendem Kronglas und eine niedrigbrechende, negative Flintglaslinse in der Mitte.

## Anwendungen

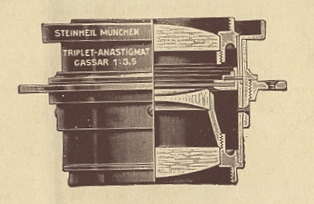
Cassar 1:3,5 Triplet-Anastigmat von C. A. Steinheil & Söhne, mit Flansch zur Montage in einer Holzkamera
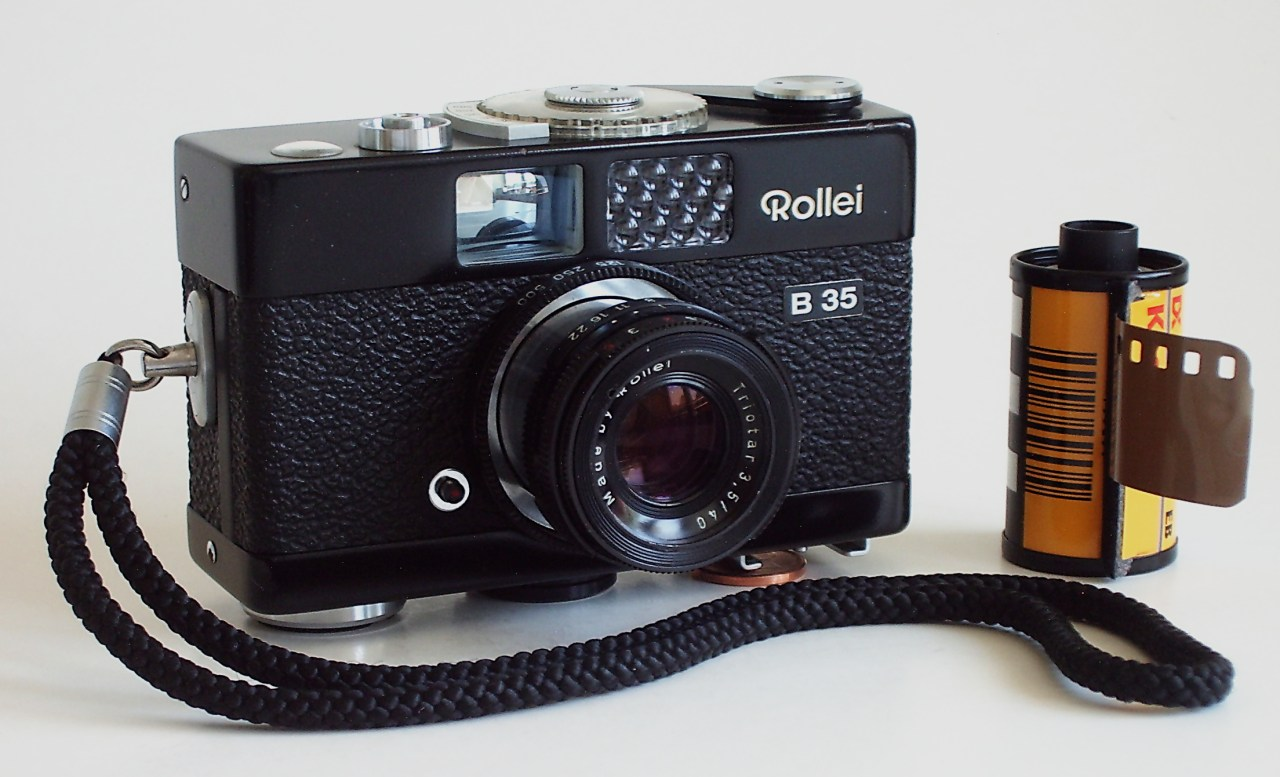
Zeiss-Triotar 3,5/40 an einer Rollei 35-Sucherkamera
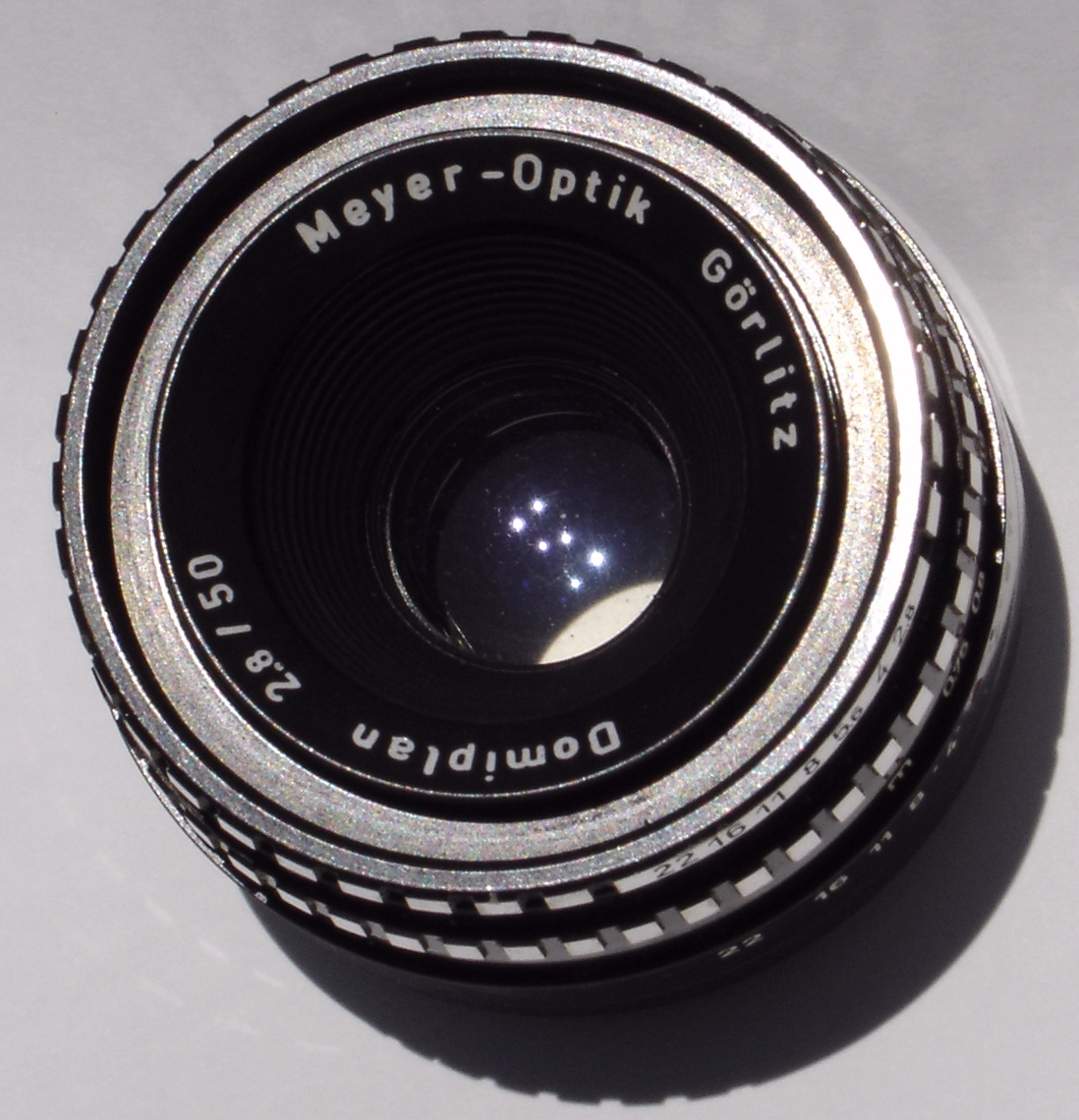
Das Domiplan (1:)2,8/50, wechselbares KB-Standardobjektiv von Meyer-Optik

Das Triplet entwickelte sich rasch zur Standardkonstruktion im Objektivbau vor allem bei preiswerten Kameras. Jahrzehntelang verfügte beinahe jede Kompakt-Sucherkamera über ein Triplet-Objektiv mit fester Brennweite. Beispiele für klassische Triplet-Objektive sind
- „Triotar“ von Carl Zeiss, Jena
- „Cassar“ von C. A. Steinheil & Söhne, München
- „Trioplan“ und später „Domiplan“ von Meyer-Optik, Görlitz
- „Glaukar“ von Emil Busch, Rathenow[2][3]

Weit verbreitet ist der Einsatz von Cooke-Triplets als Objektiv für die Projektion von Dias. Bekannte Beispiele deutscher Traditionshersteller sind das Patrinast von Ed. Liesegang oHG, das Stellar des Staeble-Werks, das Projar von ISCO Göttingen, das Diaplan von Meyer-Optik (Goerlitz), das Maginon von Will, Wetzlar, oder das Diarectim von Rathenower Optische Werke. Die verbreitetste Lichtstärke ist 1:2,8 bei einer Brennweite von 85 bis 90 mm.

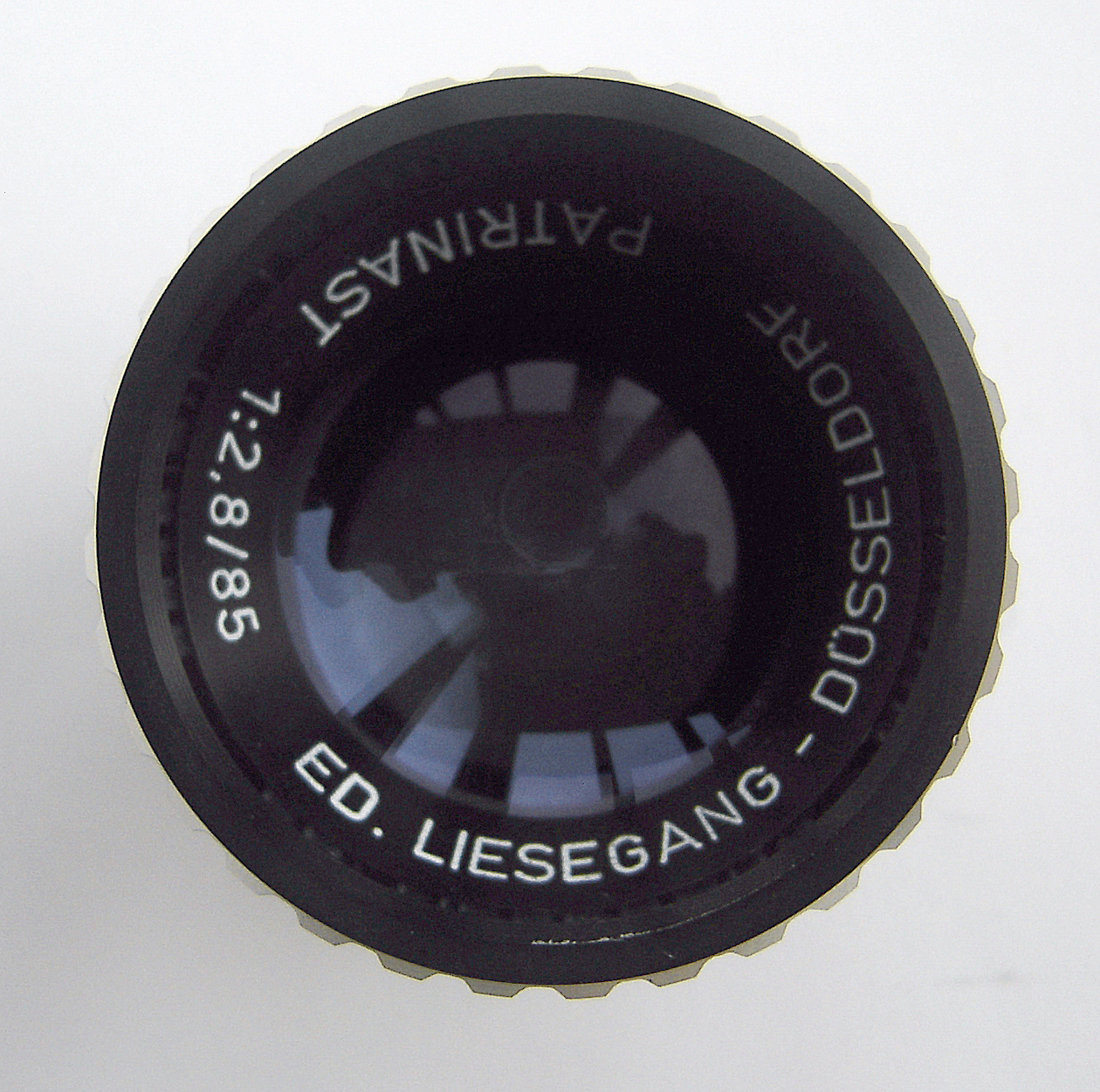
Projektionsobjektiv Patrinast (Liesegang Düsseldorf) 1:2,8/85
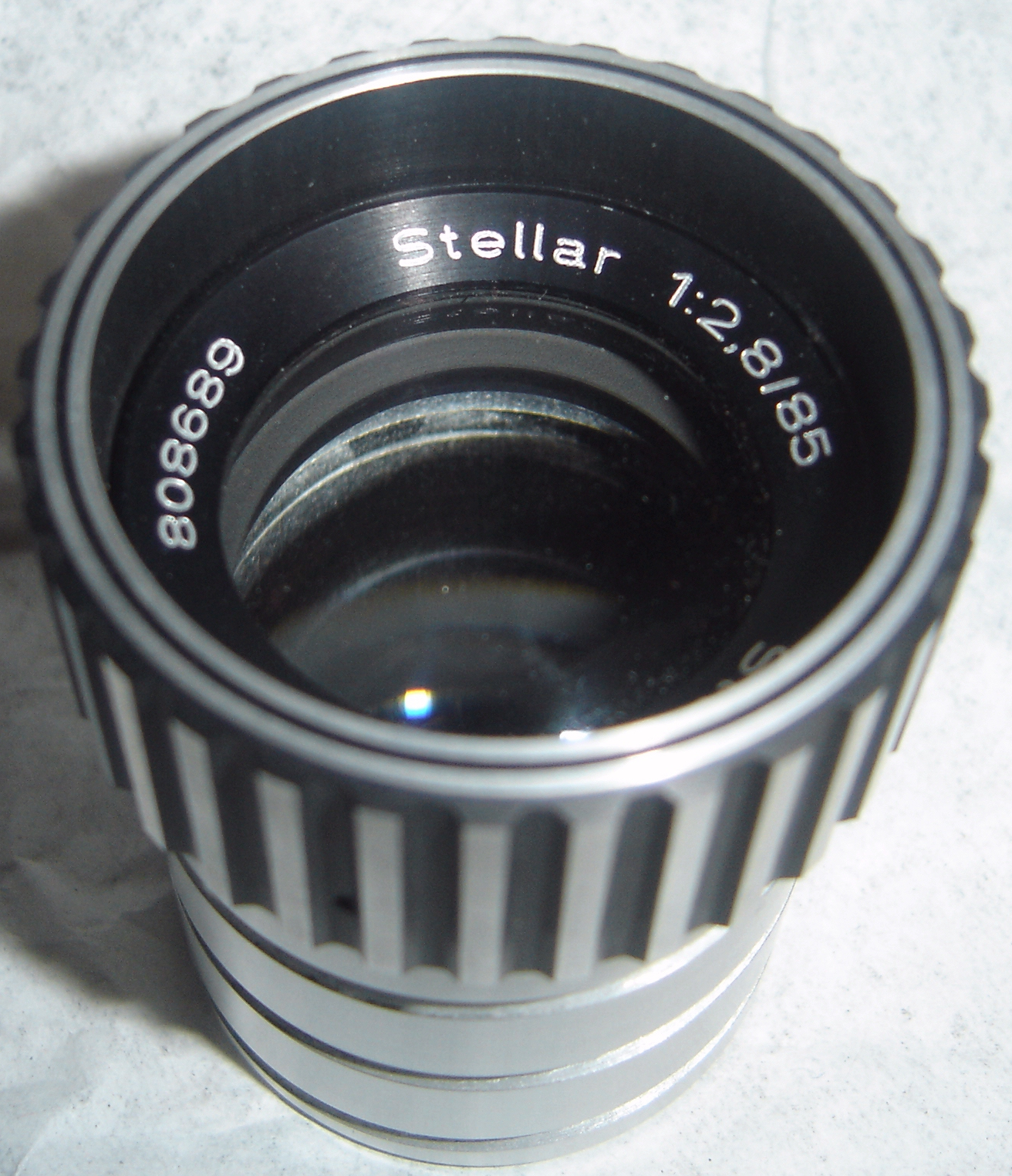
Projektionsobjektiv Stellar (Staeble-Werk) 1:2,8/85
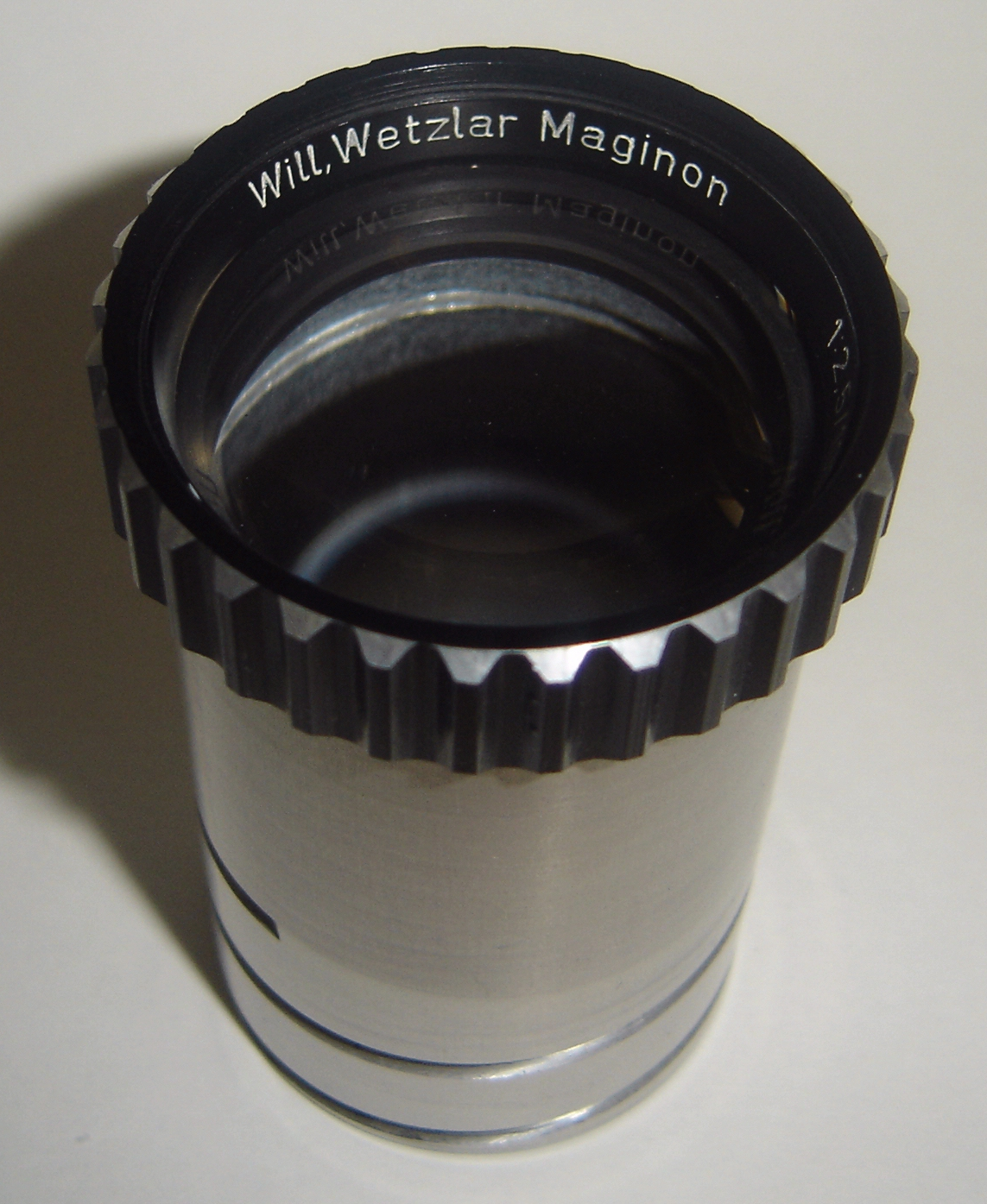
Projektionsobjektiv Maginon (Will, Wetzlar) 1:2,8/100
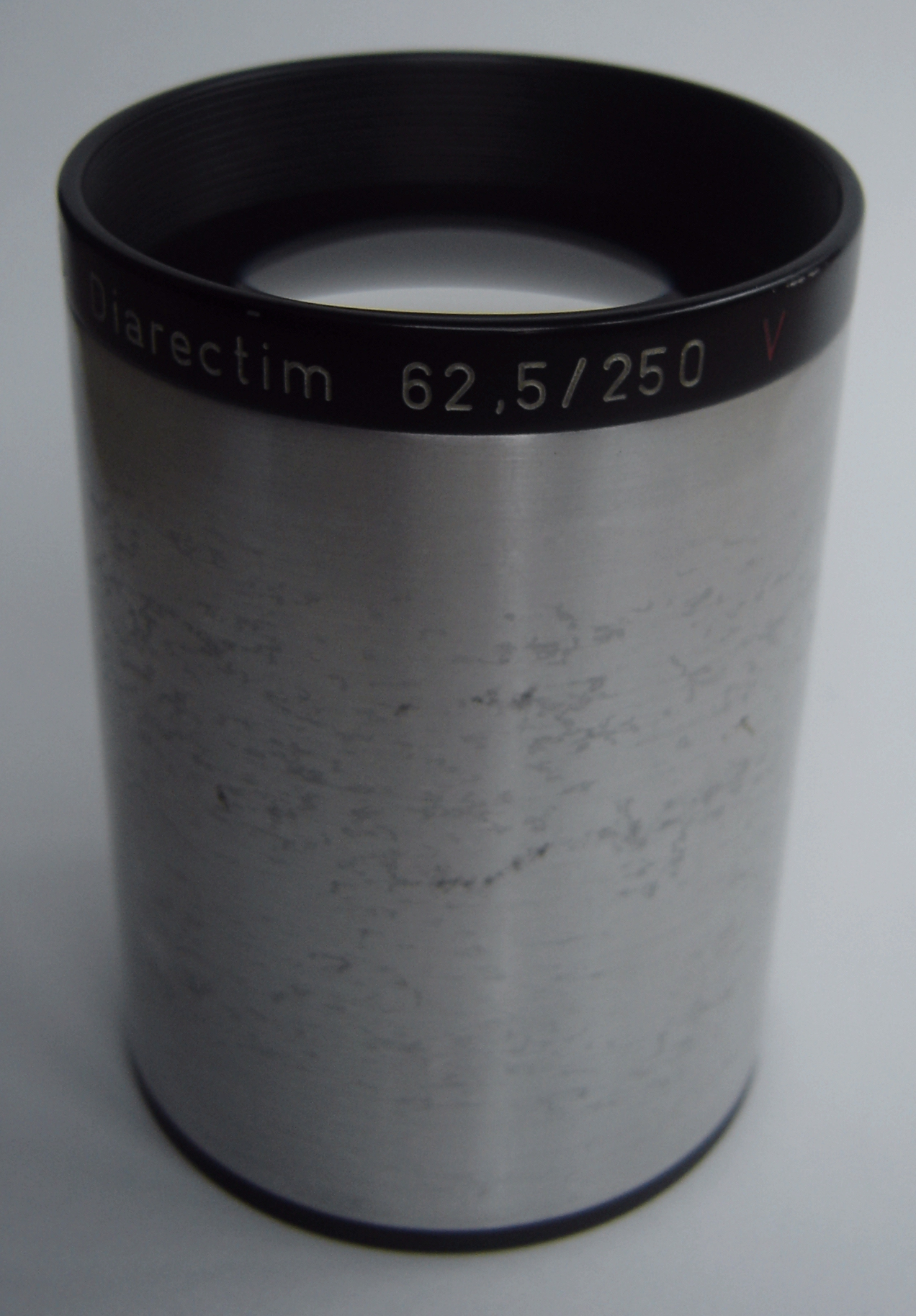
Projektionsobjektiv Diarectim der VEB Rathenower Optische Werke für ein Epidiaskop (1:4)/250 mm mit 62,5 mm Linsendurchmesser

Die Projektion undurchsichtiger Vorlagen durch Episkope und Epidiaskope erfolgt ebenfalls meist durch Objektive nach Art des Cooke-Triplets. Die Objektive sind teilweise sehr groß. Der im E8-Episkop verbaute Novotrinast-Anastigmat von Ed. Liesegang oHG hat beispielsweise bei einer Brennweite von 330 mm einen Linsendurchmesser von 10 cm (Lichtstärke 1:3,6). Der für noch größere Projektionsaufgaben vorgesehene „Meganast-Anastigmat“ der gleichen Firma bringt es bei 1:5,6/1000 mm auf Linsen von nahezu 20 cm Durchmesser bei einem Gewicht von etwa 7 kg.

## Abgeleitete Objektivtypen

Heliar (Voigtländer, Form von 1900 oben, spätere Form Color Heliar bzw. Dynar unten)
Tessar (Zeiss, 1902)
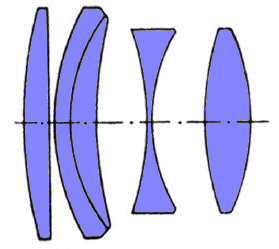
Das lichtstarke Primoplan von Meyer-Optik, Görlitz

Das fünflinsige Heliar wurde von Voigtländer bereits im Jahr 1900 entwickelt. Beim klassischen Heliar wurden sowohl die vordere als auch die rückwärtige Linse je durch ein Element aus jeweils zwei verkitteten Linsen ersetzt. Ein abgeleiteter Objektivtyp ist auch das 1902 bei Zeiss entwickelte Tessar. Hier besteht nur das rückwärtige Element aus zwei verkitteten Linsen. Das Primoplan von Meyer-Optik war eine fünflinsige, lichtstarke Tripletvariante.
Als weitere, stark abgeleitete Typen gelten das Ernostar sowie das Sonnar von Zeiss.